# Élodie Chabrol
Pour les articles homonymes, voir Chabrol.
Élodie Chabrol est une communicatrice scientifique et fondatrice de la branche française du festival Pint of Science dont elle est devenue, depuis 2017, la directrice internationale.

## Biographie

### Études et carrière
Élodie Chabrol effectue une thèse en neurosciences à l'Université Paris-Descartes, en 2009. Puis elle poursuit une carrière de chercheuse,,, dans le domaine de la thérapie génique contre l'épilepsie, aboutissant à un brevet, à l'University College London.
En 2017, elle choisit de se consacrer à plein temps à la communication scientifique en tant que travailleuse indépendante,.
Elle quitte le laboratoire la même année pour « aider les scientifiques à partager leurs histoires fascinantes de la meilleure façon possible ». Sa mission est de « rendre la science accessible à toutes et tous, partout ».

### Communication scientifique
Le festival Pint of Science se déroule pendant trois soirs tous les mois de mai en simultané dans plusieurs villes, d'abord d'Angleterre et ensuite au Royaume-Uni, en 2013 puis du monde à partir de 2014. Élodie Chabrol a pris part à la création du festival à Londres en 2013, puis créé, en 2014, la branche française du festival qu'elle dirige toujours aujourd'hui.
Depuis 2017, elle est également directrice internationale et elle a œuvré pour inclure plus de 20 nouveaux pays à la carte du festival Pint of Science. Entre 2017 et 2022, elle est plusieurs fois l'invitée de l'émission La Méthode scientifique sur France Culture pour présenter des actualités scientifiques. En 2020, elle cofonde Beyond Research pour travailler sur des projets européens,. Lors de la Fête de la science 2021, elle coanime les émissions Science en direct avec Fred Courant sur le site L'Esprit sorcier. En 2021, elle lance son propre et unique podcast francophone Sous la blouse, podcast « qui déshabille les scientifiques », ainsi que son équivalent anglophone Under the lab coat en 2022.
Fin 2022, elle lance un 3e podcast nommé Scimple et permettant de découvrir les différents profils professionnels que le métier de la communication scientifique regroupe.

## Comités et conseil scientifiques
Élodie Chabrol a fait du conseil en communication scientifique et a travaillé à l'émergence de nouveaux événements comme On the Moon Again avec le CNRS, à la promotion de la Fête de la science et a également coédité un guide de communication scientifique publié par la revue scientifique Hindawi (en).
Elle fait partie de divers comités scientifiques, à savoir :
- le comité scientifique de Science et Vie (depuis 2022) ;
- le comité scientifique du studio de production Good to know[24] ;
- le comité d'expert en communication scientifique du Conseil international des sciences[25].

Et elle a également été membre de jury pour diverses compétitions de communication scientifique lors la demi-finale nationale 2018 de Ma thèse en 180 secondes, pour l'attribution du prix Kerner de la Fondation ARC en 2018 et 2019, et durant la compétition SILBERSALZ de 2020, 2021 et 2022.

## Interviews
- Quoi de mieux qu’une pinte pour parler science ?, We Demain, septembre 2014[27].
- Quand le pub devient le lieu de la vulgarisation scientifique, Pint of Science, Grazia, octobre 2014[28].
- Table ronde sur la science en 2017 par Solvay Group[29], Let it Spin[30].
- Année du retour pour le festival scientifique qui fait se rencontrer les bars et les labos, Pint of science, Science et Avenir, mai 2022[31].

## Audiovisuel et visuel
- Pint of Science, Radio France, septembre 2014[32].
- Émissions Science en direct, site L'Esprit sorcier, 2021[17].
- Émission La Méthode scientifique, France culture, de 2017 à 2022[14].
- Participation à l'épisode 3 de la série Méandres, réalisée par Youenn Lerb et produite par Quentin Lazzarotto, 2023[33].